# سیارک ۴۲۵۸

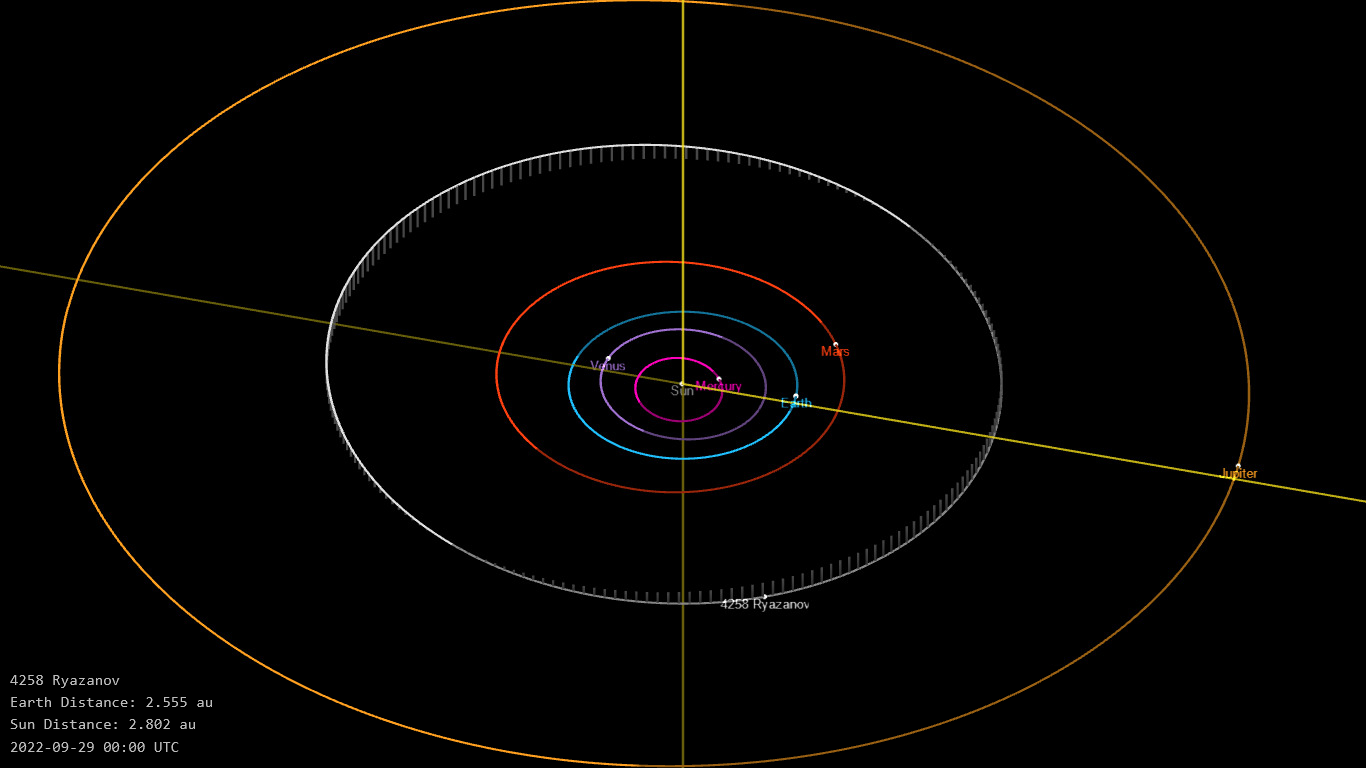
سیارک ۴۲۵۸

سیارک ۴۲۵۸ (به انگلیسی: 4258 Ryazanov، نامگذاری:1987RZ2) چهار هزار و دویست و پنجاه و هشتمین سیارک کشف شده‌است که در ۱ سپتامبر ۱۹۸۷ کشف شد.
قدر مطلق سیارک برابر ۱۲٫۰۰ است.